# Xenophrys oropedion
Megophrys oropedion
Espèce
Synonymes
Megophrys oropedion
Xenophrys oropedion ou Megophrys oropedion est une espèce d'amphibiens de la famille des Megophryidae.

## Répartition
Cette espèce est endémique du Meghalaya en Inde.

## Description
Les mâles mesurent de 32,8 à 39,2 mm et les femelles de 44,1 à 48,7 mm.

## Publications

### Publication originale
- Mahony, Teeling & Biju, 2013 : Three new species of horned frogs, Megophrys (Amphibia: Megophryidae), from northeast India, with a resolution to the identity of Megophrys boettgeri populations reported from the region. Zootaxa, no 3722(2), p. 143–169.

### Autre dénomination
- Xenophrys oropedion: (en) Chen, J.-M., W.-w. Zhou, N. A. Poyarkov, Jr., B. L. Stuart, R. M. Brown, A. Lathrop, Y. Wang, Z.-y. Yuan, K. Jiang, M. Hou, H.-m. Chen, C, Suwannapoom, S. N. Nguyen, T. V. Duong, T. J. Papenfuss, R. W. Murphy, Y.-p. Zhang et J. Che, « A novel multilocus phylogenetic estimation reveals unrecognized diversity in Asian horned toads, genus Megophrys sensu lato (Anura: Megophryidae) », Molecular Phylogenetics and Evolution, vol. 106,‎ 2017, p. 28-43 (DOI 10.1016/j.ympev.2016.09.004 ).